# Cory Doctorow
Cory Efram Doctorow (født 17. juli 1971) er en canadisk science fiction-forfatter, blogger og journalist. Han er aktivist for at liberalisere copyrightlovgivning og foretaler for Creative Commonsorganisationen ved at anvende nogle af deres licenser i sine bøger. Han behandler gerne temaer som Digital Rights Management, fildeling og post scarcity økonomi i sine værker og som redaktør af bloggen "Boing Boing".